# Chessmetrics
Chessmetrics – system rankingowy stworzony przez amerykańskiego matematyka i statystyka Jeffa Sonasa oparty na dwóch podstawowych zasadach:
- wynik procentowy 0..100% przekłada się na wynik rankingowy +/- 425pkt (względem rankingu przeciwników)
- wpływ przeszłych partii ograniczony jest do dwóch ostatnich lat i ma charakter liniowy

Jest to system rankingowy nie podlegający tzw. inflacji rankingowej i z tego powodu możliwe jest porównywanie osiągnięć zawodników z różnych epok.
Największą zaletą systemu jest prowadzenie historycznych rankingów od 1840 r. do końca lat 60. XX wieku, a więc przed wprowadzeniem rankingu Międzynarodowej Federacji Szachowej.

## Ranking zbiorczy z całej historii szachów
| Miejsce | Zawodnik             | Ranking | Rok  |
| ------- | -------------------- | ------- | ---- |
| 1       | Bobby Fischer        | 2881    | 1972 |
| 2       | Garri Kasparow       | 2879    | 1990 |
| 3       | Michaił Botwinnik    | 2871    | 1946 |
| 4       | José Raúl Capablanca | 2866    | 1919 |
| 5       | Emanuel Lasker       | 2863    | 1894 |
| 6       | Aleksander Alechin   | 2851    | 1931 |
| 7       | Anatolij Karpow      | 2842    | 1989 |
| 8       | Viswanathan Anand    | 2828    | 1998 |
| 9       | Władimir Kramnik     | 2822    | 2002 |
| 10      | Siegbert Tarrasch    | 2818    | 1895 |
| 11      | Géza Maróczy         | 2815    | 1906 |
| 12      | Harry Pillsbury      | 2813    | 1901 |
| 13      | Wiktor Korcznoj      | 2803    | 1978 |
| 14      | Wilhelm Steinitz     | 2802    | 1896 |
| 15      | Wasyl Iwanczuk       | 2799    | 1992 |
| 16      | Wasilij Smysłow      | 2794    | 1956 |
| 17      | Michaił Tal          | 2793    | 1960 |
| 18      | Tigran Petrosjan     | 2791    | 1963 |
| 19      | Akiba Rubinstein     | 2787    | 1913 |
| 20      | Dawid Bronstein      | 2783    | 1951 |
| 21      | Miguel Najdorf       | 2783    | 1947 |
| 22      | Johannes Zukertort   | 2782    | 1884 |
| 23      | Samuel Reshevsky     | 2780    | 1953 |
| 24      | Paul Keres           | 2779    | 1956 |
| 25      | Gata Kamski          | 2775    | 1995 |
| 26      | Aron Nimzowitsch     | 2774    | 1929 |
| 27      | Borys Spasski        | 2771    | 1969 |
| 28      | Weselin Topałow      | 2766    | 1997 |
| 29      | Dawid Janowski       | 2765    | 1905 |
| 30      | Michaił Czigorin     | 2765    | 1897 |

Uwaga: zestawienie zawiera najlepsze wyniki z okresu 1 roku (ang. 1 year peak range) → zobacz